# Eleição municipal de João Pessoa em 2004
A eleição municipal de 2004 em João Pessoa, assim como nas demais cidades brasileiras, ocorreu em 3 de outubro de 2004 para eleger um prefeito, um vice-prefeito e 21 membros da Câmara de Vereadores.
Seis candidatos disputaram a prefeitura municipal. Ricardo Coutinho e Ruy Carneiro foram os mais votados, mas o candidato do PSB derrotou seu oponente por larga vantagem (215.649 votos, contra 103.108 recebidos pelo tucano), garantindo sua eleição já em primeiro turno.
Os demais candidatos obtiveram votação pouco expressiva: Avenzoar Arruda (PT) obteve 11.003 votos, Lourdes Sarmento (PCO) recebeu 3.199, enquanto que o prefeitável menos votado foi Antônio Radical (PSTU, com apenas 1.635 votos, correspondendo a apenas 0,49%. Fernando Vieira, do PMN, abandonou a disputa na reta final da campanha - ironicamente, havia substituído Sócrates Pedro, candidato do PSC, de quem era vice em sua coligação.
Na disputa pelas 21 vagas na Câmara Municipal, Hervázio Bezerra foi o candidato mais votado (7.244 votos), enquanto o PTB foi o partido com a maior bancada, com 4 vereadores, seguido pelo PSDB (3 vereadores), PSB, PT, PRP, PL e PP com 2 e PDT, PMDB e PPS, que elegeram um vereador.

## Candidatos a prefeito
|  | Nº | Candidato(a) a prefeito | Candidato(a) a prefeito                                         | Candidato(a) a vice-prefeito | Candidato(a) a vice-prefeito                          | Coligação |
|  | -- | ----------------------- | --------------------------------------------------------------- | ---------------------------- | ----------------------------------------------------- | --- |
|  | 13 |                         | Avenzoar Arruda (PT) José Avenzoar Arruda das Neves             |                              | Edvan Carneiro (PSDC) Edvan Carneiro da Silva         | "O Melhor pra Cidade" - Partido dos Trabalhadores (PT) - Partido Social Democrata Cristão (PSDC) - Partido dos Aposentados da Nação (PAN) |
|  | 16 |                         | Antônio Radical (PSTU) Antônio Ferreira Lima Neto               |                              | Lício (PSTU) Lício Romero Costa                       | Sem coligação |
|  | 29 |                         | Lourdes Sarmento (PCO) Maria de Lourdes Sarmento                |                              | Manoel Vieira (PCO) Manoel Vieira da Silva            | Sem coligação |
|  | 33 |                         | Fernando Vieira (PMN) Fernando Vieira de Lima                   |                              | Walter Ataíde (PMN) Walter Ataíde da Silva            | "Mobilização Social Cristã" - Partido da Mobilização Nacional (PMN) - Partido Social Cristão (PSC) |
|  | 40 |                         | Ricardo Coutinho (PSB) Ricardo Vieira Coutinho                  |                              | Manoel Junior (PMDB) Manoel Alves da Silva Junior     | "É Decisão Popular" - Partido Socialista Brasileiro (PSB) - Partido do Movimento Democrático Brasileiro (PMDB) - Partido Democrático Trabalhista (PDT) - Partido Comunista Brasileiro (PCB) - Partido Popular Socialista (PPS) - Partido Comunista do Brasil (PCdoB) - Partido Humanista da Solidariedade (PHS) - Partido Liberal (PL) |
|  | 45 |                         | Ruy Carneiro (PSDB) Ruy Manuel Carneiro Barbosa de Aça Belchior |                              | Ângela Morais (PFL) Ângela Maria Mayer Ventura Morais | "Por Amor a João Pessoa" - Partido da Social Democracia Brasileira (PSDB) - Partido da Frente Liberal (PFL) - Partido Verde (PV) - Partido Progressista (PP) - Partido Republicano Progressista (PRP) - Partido Trabalhista do Brasil (PTdoB) - Partido Social Liberal (PSL) - Partido Renovador Trabalhista Brasileiro (PRTB) - Partido de Reedificação da Ordem Nacional (PRONA) - Partido Trabalhista Cristão (PTC) - Partido Trabalhista Brasileiro (PTB) - Partido Trabalhista Nacional (PTN) |

## Coligações proporcionais
| Coligação                   | Partidos                        |
| --------------------------- | ------------------------------- |
| É Decisão Popular           | PSB, PDT, PCdoB e PL            |
| Compromisso com João Pessoa | PPS e PCB                       |
| Coligação PSDB-PFL          | PSDB e PFL                      |
| Coligação PTB-PSL-PTN       | PTB, PSL e PTN                  |
| Aliança Progressista        | PP, PRTB, PRONA e Prob          |
| Aliança Cristã Progressista | PRP e PTC                       |
| Mobilização Social Cristã   | PMN e PSC                       |
| O Melhor pra Cidade         | PT e PAN                        |
| Sem coligação               | PMDB, PHS, PV, PSDC, PCO e PSTU |

### Candidatos a vereador[4]
| Nº    | Candidato                      | Partido | Coligação                         | Situação   |
| 27500 | Abel                           | PSDC    | PSDC                              | Deferido   |
| 15003 | Abelardo Jurema                | PMDB    | PMDB                              | Renúncia   |
| 27100 | Agabatao                       | PSDC    | PSDC                              | Deferido   |
| 40123 | Alba Lygia                     | PSB     | É Decisão Popular                 | Deferido   |
| 31333 | Alberto                        | PHS     | PHS                               | Deferido   |
| 27277 | Aldson Cavalcanti              | PSDC    | PSDC                              | Deferido   |
| 31000 | Alex                           | PHS     | PHS                               | Deferido   |
| 40221 | Alexandre Arruda               | PSB     | É Decisão Popular                 | Deferido   |
| 40456 | Alexandre Urquiza              | PSB     | É Decisão Popular                 | Deferido   |
| 23003 | Alexei Garcia                  | PPS     | Compromisso com João Pessoa       | Deferido   |
| 23123 | Alves do Trauma                | PPS     | Compromisso com João Pessoa       | Deferido   |
| 22777 | Alzeni Rodrigues               | PL      | Coligação PSDB-PFL-PL             | Deferido   |
| 33111 | Amália Paiva                   | PMN     | Mobilização Social Cristã         | Deferido   |
| 16600 | Amanara Araújo                 | PSTU    | PSTU                              | Deferido   |
| 22000 | Amaral Santiago                | PL      | Coligação PSDB-PFL-PL             | Deferido   |
| 12612 | Amorim                         | PDT     | Coligação Democrática Trabalhista | Deferido   |
| 43043 | Ana Lúcia                      | PV      | Coligação Democrática Trabalhista | Deferido   |
| 27800 | Ananias Aragão                 | PSDC    | PSDC                              | Deferido   |
| 27333 | Ana Suely                      | PSDC    | PSDC                              | Deferido   |
| 23888 | André Gondim                   | PPS     | Compromisso com João Pessoa       | Deferido   |
| 40333 | Ângelo Viana                   | PSB     | É Decisão Popular                 | Deferido   |
| 44400 | Aníbal                         | PRP     | Aliança Cristã Progressista       | Deferido   |
| 13456 | Anselmo Castilho               | PT      | O Melhor pra Cidade               | Deferido   |
| 29222 | Antonio Alfredo                | PCO     | PCO                               | Deferido   |
| 14612 | Antonio Holanda                | PTB     | Coligação PTB-PSL-PTN             | Deferido   |
| 40999 | Antonio Neto                   | PSB     | É Decisão Popular                 | Deferido   |
| 21111 | Antonio Pereira                | PCB     | Compromisso com João Pessoa       | Deferido   |
| 11611 | Araújo do Valentina            | PP      | Aliança Progressista              | Renúncia   |
| 20777 | Arcanjo                        | PSC     | Mobilização Social Cristã         | Deferido   |
| 36666 | Armando Bezerra                | PTC     | Aliança Cristã Progressista       | Renúncia   |
| 27001 | Arnaud Gomes                   | PSDC    | PSDC                              | Deferido   |
| 44321 | Arroz                          | PRP     | Aliança Cristã Progressista       | Deferido   |
| 15555 | Assis Freire                   | PMDB    | PMDB                              | Deferido   |
| 45888 | Augusta Brito                  | PSDB    | Coligação PSDB-PFL-PL             | Deferido   |
| 20123 | Barbosa                        | PSC     | Mobilização Social Cristã         | Deferido   |
| 36670 | Barros                         | PTC     | Aliança Cristã Progressista       | Deferido   |
| 56123 | Benedita Dutra                 | PRONA   | Aliança Progressista              | Deferido   |
| 13200 | Benilton Lucena                | PT      | O Melhor pra Cidade               | Deferido   |
| 56333 | Betânia Barbosa                | PRONA   | Aliança Progressista              | Deferido   |
| 13500 | Betinho                        | PT      | O Melhor pra Cidade               | Deferido   |
| 20234 | Beto de Clito                  | PSC     | Mobilização Social Cristã         | Deferido   |
| 11256 | Beto Miranda                   | PP      | Aliança Progressista              | Deferido   |
| 19123 | Biuzinha                       | PTN     | Coligação PTB-PSL-PTN             | Deferido   |
| 15152 | Bó Lucena                      | PMDB    | PMDB                              | Indeferido |
| 28200 | Bosco Meira                    | PRTB    | Aliança Progressista              | Deferido   |
| 25333 | Bosquinho                      | PFL     | Coligação PSDB-PFL-PL             | Deferido   |
| 31112 | Breno Medeiros                 | PHS     | PHS                               | Deferido   |
| 40789 | Bruno Arruda                   | PSB     | É Decisão Popular                 | Deferido   |
| 11117 | Bruno Lopes                    | PP      | Aliança Progressista              | Deferido   |
| 36190 | Cabo Crispim                   | PTC     | Aliança Cristã Progressista       | Deferido   |
| 31888 | Cabo Edjarbas                  | PHS     | PHS                               | Deferido   |
| 20100 | Cabo Guedes                    | PSC     | Mobilização Social Cristã         | Deferido   |
| 14000 | Cabo Guido Romero              | PTB     | Coligação PTB-PSL-PTN             | Deferido   |
| 29292 | Camilo Duarte                  | PCO     | PCO                               | Deferido   |
| 13460 | Cantalice                      | PT      | O Melhor pra Cidade               | Deferido   |
| 17999 | Cantora Jussara Araújo         | PSL     | Coligação PTB-PSL-PTN             | Deferido   |
| 11999 | Cardivando de Oliveira         | PP      | Aliança Progressista              | Deferido   |
| 15777 | Carlos Bonfim                  | PMDB    | PMDB                              | Deferido   |
| 40321 | Carlos Campos                  | PSB     | É Decisão Popular                 | Deferido   |
| 15222 | Carlos Gláucio                 | PMDB    | PMDB                              | Deferido   |
| 65000 | Carlos Martins                 | PCdoB   | É Decisão Popular                 | Deferido   |
| 12130 | Carlos Temóteo                 | PDT     | Coligação Democrática Trabalhista | Deferido   |
| 15551 | César Lira                     | PMDB    | PMDB                              | Deferido   |
| 44444 | Charles Leite                  | PRP     | Aliança Cristã Progressista       | Deferido   |
| 36333 | Chica do Rangel                | PTC     | Aliança Cristã Progressista       | Deferido   |
| 13100 | Chico Lopes                    | PT      | O Melhor pra Cidade               | Deferido   |
| 23245 | China do Piancó                | PPS     | Compromisso com João Pessoa       | Deferido   |
| 29333 | Chrislânea Santos              | PCO     | PCO                               | Indeferido |
| 31313 | Christian Borba                | PHS     | PHS                               | Deferido   |
| 17456 | Cícero Paulista                | PSL     | Coligação PTB-PSL-PTN             | Deferido   |
| 17888 | Cláudia Lessa                  | PSL     | Coligação PTB-PSL-PTN             | Deferido   |
| 11777 | Claudionor Fernandes           | PP      | Aliança Progressista              | Deferido   |
| 12368 | Cláudio Quintans               | PDT     | Coligação Democrática Trabalhista | Deferido   |
| 11666 | Coronel Alencar                | PP      | Aliança Progressista              | Deferido   |
| 15193 | Coronel Maquir                 | PMDB    | PMDB                              | Deferido   |
| 11789 | Creusa Pires                   | PP      | Aliança Progressista              | Deferido   |
| 33190 | Crispim                        | PMN     | Mobilização Social Cristã         | Renúncia   |
| 27221 | Cristiane                      | PSDC    | PSDC                              | Deferido   |
| 70000 | Cristiano Leite                | PTdoB   | Aliança Progressista              | Renúncia   |
| 45111 | Cristina Pereira               | PSDB    | Coligação PSDB-PFL-PL             | Deferido   |
| 27300 | David Franca                   | PSDC    | PSDC                              | Deferido   |
| 28111 | Del                            | PRTB    | Aliança Progressista              | Deferido   |
| 13333 | Demas Joaquim                  | PT      | O Melhor pra Cidade               | Deferido   |
| 36699 | Demetrios Fourgiotis           | PTC     | Aliança Cristã Progressista       | Deferido   |
| 36987 | Dido Aranha                    | PTC     | Aliança Cristã Progressista       | Deferido   |
| 44789 | Dinho                          | PRP     | Aliança Cristã Progressista       | Deferido   |
| 12321 | Diniz                          | PDT     | Por Toda João Pessoa 1            | Renúncia   |
| 15199 | Diogo Mariz                    | PMDB    | PMDB                              | Deferido   |
| 27890 | Dionísio                       | PSDC    | PSDC                              | Deferido   |
| 40444 | Dirceu Abimael                 | PSB     | É Decisão Popular                 | Deferido   |
| 11511 | Dra. Amália                    | PP      | Aliança Progressista              | Deferido   |
| 25600 | Dra. France                    | PFL     | Coligação PSDB-PFL-PL             | Deferido   |
| 44888 | Dra. Salete                    | PRP     | Aliança Cristã Progressista       | Deferido   |
| 56112 | Dr. Abel                       | PRONA   | Aliança Progressista              | Deferido   |
| 22222 | Dr. Aníbal Marcolino           | PL      | Coligação PSDB-PFL-PL             | Deferido   |
| 23230 | Dr. Brito                      | PPS     | Compromisso com João Pessoa       | Deferido   |
| 12323 | Dr. Celso                      | PDT     | Coligação Democrática Trabalhista | Deferido   |
| 11333 | Dr. Gonzaga                    | PP      | Aliança Progressista              | Indeferido |
| 12000 | Dr. Marcos Paiva               | PDT     | Coligação Democrática Trabalhista | Deferido   |
| 36999 | Dr. Welando                    | PTC     | Aliança Cristã Progressista       | Deferido   |
| 11411 | Durval Ferreira                | PP      | Aliança Progressista              | Deferido   |
| 15235 | Edirce de Oliveira             | PMDB    | PMDB                              | Deferido   |
| 13147 | Edivan                         | PT      | O Melhor pra Cidade               | Deferido   |
| 36300 | Edjane Araújo                  | PTC     | Aliança Cristã Progressista       | Deferido   |
| 15001 | Edjarbas Lima                  | PMDB    | PMDB                              | Deferido   |
| 14789 | Edmilson Soares                | PTB     | Coligação PTB-PSL-PTN             | Deferido   |
| 17700 | Ednaldo Mendes                 | PSL     | Coligação PTB-PSL-PTN             | Indeferido |
| 45567 | Edna Paiva                     | PSDB    | Coligação PSDB-PFL-PL             | Renúncia   |
| 23222 | Ednilza                        | PPS     | Compromisso com João Pessoa       | Deferido   |
| 22333 | Eduardo Lucena                 | PL      | Coligação PSDB-PFL-PL             | Deferido   |
| 27109 | Edvaldo Pereira                | PSDC    | PSDC                              | Deferido   |
| 17678 | Eli Coutinho                   | PSL     | Coligação PTB-PSL-PTN             | Cancelado  |
| 13234 | Eliezer Gomes                  | PT      | O Melhor pra Cidade               | Deferido   |
| 15678 | Elson Filho                    | PMDB    | PMDB                              | Deferido   |
| 56111 | Elza Bandeira                  | PRONA   | Aliança Progressista              | Deferido   |
| 40615 | Enfermeira Eva                 | PSB     | É Decisão Popular                 | Renúncia   |
| 27117 | Eny Lopes                      | PSDC    | PSDC                              | Renúncia   |
| 23400 | Ernane Júnior                  | PPS     | Compromisso com João Pessoa       | Deferido   |
| 20190 | Eudes                          | PSC     | Mobilização Social Cristã         | Deferido   |
| 17177 | Eunice Ferreira                | PSL     | Coligação PTB-PSL-PTN             | Deferido   |
| 20111 | Evaldo Gomes                   | PSC     | Mobilização Social Cristã         | Indeferido |
| 36136 | Evangelista Luiz Alberto       | PTC     | Aliança Cristã Progressista       | Deferido   |
| 36456 | Everaldo Vicente               | PTC     | Aliança Cristã Progressista       | Deferido   |
| 11313 | Evilaço o Homem dos Remédios   | PP      | Aliança Progressista              | Deferido   |
| 13111 | Expedito                       | PT      | O Melhor pra Cidade               | Deferido   |
| 13300 | Fabiano Soares                 | PT      | O Melhor pra Cidade               | Deferido   |
| 14620 | Fabiano Vilar                  | PTB     | Coligação PTB-PSL-PTN             | Deferido   |
| 43100 | Fátima Amorim                  | PV      | Coligação Democrática Trabalhista | Deferido   |
| 14741 | Felipe Iglesias                | PTB     | Coligação PTB-PSL-PTN             | Indeferido |
| 13222 | Fernanda                       | PT      | O Melhor pra Cidade               | Deferido   |
| 36800 | Fernando Antonio               | PTC     | Aliança Cristã Progressista       | Deferido   |
| 44800 | Fernando Barbosa               | PRP     | Aliança Cristã Progressista       | Deferido   |
| 25700 | Fernando do Grotão             | PFL     | Coligação PSDB-PFL-PL             | Deferido   |
| 13113 | Fernando Lopes                 | PT      | O Melhor pra Cidade               | Deferido   |
| 27339 | Fernando Luiz Badá             | PSDC    | PSDC                              | Deferido   |
| 11115 | Fernando Oliveira              | PP      | Aliança Progressista              | Deferido   |
| 11311 | Ferreira                       | PP      | Aliança Progressista              | Deferido   |
| 14333 | Francisco Amâncio              | PTB     | Coligação PTB-PSL-PTN             | Deferido   |
| 21000 | Francisco Carlos               | PCB     | Compromisso com João Pessoa       | Deferido   |
| 36236 | Francisco Gomes                | PTC     | Aliança Cristã Progressista       | Deferido   |
| 23999 | Fred Pitanga                   | PPS     | Compromisso com João Pessoa       | Deferido   |
| 23666 | Fuba                           | PPS     | Compromisso com João Pessoa       | Deferido   |
| 31234 | Gabriel Cunha                  | PHS     | PHS                               | Deferido   |
| 23113 | Galego do Espetinho            | PPS     | Compromisso com João Pessoa       | Deferido   |
| 23423 | Gê do Nascimento               | PPS     | Compromisso com João Pessoa       | Deferido   |
| 15444 | Geraldo Alves de Mangabeira    | PMDB    | PMDB                              | Deferido   |
| 23789 | Geraldo Carneiro               | PPS     | Compromisso com João Pessoa       | Deferido   |
| 13000 | Germano Cavalcanti             | PT      | O Melhor pra Cidade               | Deferido   |
| 17789 | Gerson Negão                   | PSL     | Coligação PTB-PSL-PTN             | Deferido   |
| 31789 | Gerson Vasconcelos             | PHS     | PHS                               | Deferido   |
| 16000 | Gianna Albuquerque             | PSTU    | PSTU                              | Indeferido |
| 20700 | Gil Roberto                    | PSC     | Mobilização Social Cristã         | Deferido   |
| 12345 | Gilvan Siqueira                | PDT     | Coligação Democrática Trabalhista | Deferido   |
| 14999 | Gilson Kumamoto                | PTB     | Coligação PTB-PSL-PTN             | Deferido   |
| 40700 | Glaudir                        | PSB     | É Decisão Popular                 | Deferido   |
| 23333 | Gorete Mamede                  | PPS     | Compromisso com João Pessoa       | Deferido   |
| 11100 | Gorette Ferreira               | PP      | Aliança Progressista              | Deferido   |
| 43000 | Guarabira                      | PV      | Coligação Democrática Trabalhista | Deferido   |
| 13131 | Hamurabi Duarte                | PT      | Coligação Democrática Trabalhista | Deferido   |
| 12777 | Helmut Wesley                  | PDT     | O Melhor pra Cidade               | Deferido   |
| 11114 | Heraldo do Egypto              | PP      | Aliança Progressista              | Deferido   |
| 14614 | Heraldo Teixeira               | PTB     | Coligação PTB-PSL-PTN             | Deferido   |
| 33110 | Herbert Patrício               | PMN     | Mobilização Social Cristã         | Deferido   |
| 13130 | Hercílio Rocha                 | PT      | Mobilização Social Cristã         | Sub-júdice |
| 13666 | Heron Barroso                  | PT      | Mobilização Social Cristã         | Deferido   |
| 45123 | Hervázio Bezerra               | PSDB    | Coligação PSDB-PFL-PL             | Deferido   |
| 65123 | Iedo Fontes                    | PCdoB   | É Decisão Popular                 | Deferido   |
| 25321 | Inaci Gadelha                  | PFL     | Coligação PSDB-PFL-PL             | Deferido   |
| 15006 | Inaldo Dantas                  | PMDB    | PMDB                              | Deferido   |
| 27888 | Irmã Ruth                      | PSDC    | PSDC                              | Deferido   |
| 20007 | Irmão Beto das Bolsas          | PSC     | Mobilização Social Cristã         | Deferido   |
| 27002 | Irmão Crispim                  | PSDC    | PSDC                              | Deferido   |
| 17652 | Irmão Jayme                    | PSL     | Coligação PTB-PSL-PTN             | Cancelado  |
| 17808 | Irmão Luiz Marinho dos Móveis  | PSL     | Coligação PTB-PSL-PTN             | Deferido   |
| 27107 | Irmão Nino                     | PSDC    | PSDC                              | Deferido   |
| 20101 | Irmão Sales Costa              | PSC     | Mobilização Social Cristã         | Deferido   |
| 36678 | Ironaldo Leal                  | PTC     | Aliança Cristã Progressista       | Deferido   |
| 40013 | Isaac de Lima                  | PSB     | É Decisão Popular                 | Deferido   |
| 27222 | Isaac Melo                     | PSDC    | PSDC                              | Deferido   |
| 27555 | Ismael Rodrigues               | PSDC    | PSDC                              | Deferido   |
| 11345 | Ivaldo Filho                   | PP      | Aliança Progressista              | Deferido   |
| 44676 | Jacira Alves                   | PRP     | Aliança Cristã Progressista       | Deferido   |
| 23555 | Jaguara                        | PPS     | Compromisso com João Pessoa       | Deferido   |
| 11233 | Jailson Cavalcante             | PP      | Aliança Progressista              | Deferido   |
| 13888 | Jailson Pneus                  | PT      | O Melhor pra Cidade               | Sub-júdice |
| 36680 | Jailton Ramos                  | PTC     | Aliança Cristã Progressista       | Deferido   |
| 36789 | Jaime Carneiro                 | PTC     | Aliança Cristã Progressista       | Deferido   |
| 33655 | Jairo Novais                   | PMN     | Mobilização Social Cristã         | Deferido   |
| 17100 | Jair Santos                    | PSL     | Coligação PTB-PSL-PTN             | Deferido   |
| 43333 | James Brawn                    | PV      | Coligação Democrática Trabalhista | Deferido   |
| 12123 | Janildo Souza                  | PDT     | Coligação Democrática Trabalhista | Deferido   |
| 17111 | Jessé Juvino                   | PSL     | Coligação PTB-PSL-PTN             | Deferido   |
| 31031 | J.M.                           | PHS     | PHS                               | Deferido   |
| 27191 | Joab Lopes                     | PSDC    | PSDC                              | Deferido   |
| 27661 | Joaci de Brito                 | PSDC    | PSDC                              | Indeferido |
| 44123 | João Almeida                   | PRP     | Aliança Cristã Progressista       | Deferido   |
| 45555 | João Almeida da Saúde          | PSDB    | Coligação PSDB-PFL-PL             | Deferido   |
| 40120 | João Cavalcanti                | PSB     | É Decisão Popular                 | Renúncia   |
| 11222 | João Corujinha                 | PP      | Aliança Progressista              | Deferido   |
| 33555 | João Crispim                   | PSDC    | Democratas Cristão                | Deferido   |
| 14569 | João da Penha                  | PTB     | Coligação PTB-PSL-PTN             | Deferido   |
| 20500 | João de Deus                   | PSC     | Mobilização Social Cristã         | Deferido   |
| 22656 | João dos Santos                | PL      | Coligação PSDB-PFL-PL             | Deferido   |
| 12100 | João Luiz Batista              | PDT     | Coligação Democrática Trabalhista | Deferido   |
| 45677 | João Marcos                    | PSDB    | Coligação PSDB-PFL-PL             | Deferido   |
| 11181 | Joca do Grotão                 | PP      | Aliança Progressista              | Deferido   |
| 19990 | Jonas Sampaio                  | PTN     | Coligação PTB-PSL-PTN             | Deferido   |
| 12567 | Jone Melo                      | PDT     | Coligação Democrática Trabalhista | Deferido   |
| 13104 | Jonildo Cavalcanti             | PT      | O Melhor pra Cidade               | Deferido   |
| 13123 | Jorge Camilo                   | PT      | O Melhor pra Cidade               | Deferido   |
| 33113 | Jorge Pitombeira               | PMN     | Mobilização Social Cristã         | Deferido   |
| 25678 | Josauro                        | PFL     | Coligação PSDB-PFL-PL             | Deferido   |
| 12500 | José Bezerra                   | PDT     | Coligação Democrática Trabalhista | Deferido   |
| 44045 | José Humberto Lucena           | PRP     | Aliança Cristã Progressista       | Deferido   |
| 25456 | José Orlando                   | PFL     | Coligação PSDB-PFL-PL             | Deferido   |
| 17200 | José Protético                 | PSL     | Coligação PTB-PSL-PTN             | Deferido   |
| 14567 | Josimar Táxi Pan               | PTB     | Coligação PTB-PSL-PTN             | Deferido   |
| 14400 | Josimar Viana                  | PTB     | Coligação PTB-PSL-PTN             | Deferido   |
| 40666 | Josinato                       | PSB     | É Decisão Popular                 | Deferido   |
| 44555 | Jovem China Eronaldo           | PRP     | Aliança Cristã Progressista       | Deferido   |
| 23623 | Júnior Frazão                  | PPS     | Compromisso com João Pessoa       | Deferido   |
| 20020 | Júnior Maciel                  | PSC     | Mobilização Social Cristã         | Deferido   |
| 15666 | Kátia Braga                    | PMDB    | PMDB                              | Deferido   |
| 15000 | Laércio Braga                  | PMDB    | PMDB                              | Deferido   |
| 40654 | Lenon                          | PSB     | É Decisão Popular                 | Renúncia   |
| 33123 | Levi                           | PMN     | Mobilização Social Cristã         | Deferido   |
| 40222 | Lira                           | PSB     | É Decisão Popular                 | Deferido   |
| 27200 | Lira Góes                      | PSDC    | PSDC                              | Deferido   |
| 16789 | Lissandro Tanque               | PSTU    | PSTU                              | Indeferido |
| 31444 | Luciano Araújo                 | PHS     | PHS                               | Deferido   |
| 13660 | Luciano Cartaxo                | PT      | O Melhor pra Cidade               | Deferido   |
| 17611 | Lucinha                        | PSL     | Coligação PTB-PSL-PTN             | Deferido   |
| 65111 | Lúcio Aureliano                | PCdoB   | É Decisão Popular                 | Deferido   |
| 13999 | Lucius Fabiani                 | PT      | O Melhor pra Cidade               | Deferido   |
| 17000 | Luiz da Silva                  | PSL     | Coligação PTB-PSL-PTN             | Deferido   |
| 45645 | Luiz Flávio                    | PSDB    | Coligação PSDB-PFL-PL             | Deferido   |
| 20321 | Lula da Gráfica                | PSC     | Mobilização Social Cristã         | Deferido   |
| 11000 | Lula Lucena                    | PP      | Aliança Progressista              | Deferido   |
| 27669 | Luzinete                       | PSDC    | PSDC                              | Deferido   |
| 23945 | Luzinete Dantas                | PPS     | Compromisso com João Pessoa       | Deferido   |
| 11121 | Magno do Botafogo              | PP      | Aliança Progressista              | Renúncia   |
| 15234 | Mangaba                        | PMDB    | PMDB                              | Deferido   |
| 27123 | Mano Ramalho                   | PSDC    | PSDC                              | Deferido   |
| 16678 | Marcelino Rodrigues            | PSTU    | PSTU                              | Deferido   |
| 14555 | Marcelito                      | PTB     | Coligação PTB-PSL-PTN             | Deferido   |
| 23327 | Marcelo Martins                | PPS     | Compromisso com João Pessoa       | Deferido   |
| 12312 | Marco Antônio Queiroga         | PSDC    | PSDC                              | Deferido   |
| 40777 | Marconildo Barbosa             | PSB     | É Decisão Popular                 | Deferido   |
| 11111 | Marconi Paiva                  | PP      | Aliança Progressista              | Deferido   |
| 31314 | Marcos Antonio                 | PHS     | PHS                               | Deferido   |
| 36655 | Marcos Pintor                  | PTC     | Aliança Cristã Progressista       | Deferido   |
| 23000 | Marcos Porto                   | PPS     | Compromisso com João Pessoa       | Deferido   |
| 45678 | Marcos Vinícius Nóbrega        | PSDB    | Coligação PSDB-PFL-PL             | Deferido   |
| 23656 | Marcus Lobo                    | PPS     | Compromisso com João Pessoa       | Deferido   |
| 15255 | Maria das Graças               | PMDB    | PMDB                              | Deferido   |
| 20200 | Maria de Fátima                | PSC     | Mobilização Social Cristã         | Deferido   |
| 11120 | Maria Paraíba                  | PP      | Aliança Progressista              | Deferido   |
| 13633 | Marinaldo                      | PT      | O Melhor pra Cidade               | Deferido   |
| 25660 | Mário Cahino                   | PFL     | Coligação PSDB-PFL-PL             | Deferido   |
| 12999 | Marival Aciole                 | PDT     | Coligação Democrática Trabalhista | Deferido   |
| 25800 | Marlene Barbosa                | PFL     | Coligação PSDB-PFL-PL             | Deferido   |
| 36611 | Martim                         | PTC     | Aliança Cristã Progressista       | Deferido   |
| 40111 | Maurício Carneiro              | PSB     | É Decisão Popular                 | Deferido   |
| 31999 | Maurício do GEO                | PHS     | PHS                               | Deferido   |
| 16123 | Memel                          | PSTU    | PSTU                              | Deferido   |
| 36111 | Mi                             | PTC     | Aliança Cristã Progressista       | Renúncia   |
| 27668 | Miel                           | PSDC    | PSDC                              | Deferido   |
| 15999 | Mikika Leitão                  | PMDB    | PMDB                              | Deferido   |
| 20555 | Militão                        | PSC     | Mobilização Social Cristã         | Deferido   |
| 25123 | Milanez                        | PFL     | Coligação PSDB-PFL-PL             | Indeferido |
| 43210 | Milton Ecologista              | PV      | Coligação Democrática Trabalhista | Deferido   |
| 43111 | Mimo Maciel                    | PV      | Coligação Democrática Trabalhista | Deferido   |
| 20444 | Moça Xuxa                      | PSC     | Mobilização Social Cristã         | Deferido   |
| 43123 | Moisés Marques                 | PV      | Coligação Democrática Trabalhista | Deferido   |
| 11234 | Moisés Mota                    | PP      | Aliança Progressista              | Deferido   |
| 12321 | Moniky                         | PDT     | Coligação Democrática Trabalhista | Deferido   |
| 22233 | Morena                         | PR      | Coligação PSDB-PFL-PL             | Deferido   |
| 45777 | Morjana Gonçalves              | PSDB    | Coligação PSDB-PFL-PL             | Deferido   |
| 40757 | Nadja Palitot                  | PSB     | É Decisão Popular                 | Deferido   |
| 25125 | Nailde Panta                   | PFL     | Coligação PSDB-PFL-PL             | Deferido   |
| 11211 | Nana Montenegro                | PP      | Aliança Progressista              | Deferido   |
| 23111 | Nena                           | PPS     | Compromisso com João Pessoa       | Deferido   |
| 40400 | Neto Franca                    | PSB     | É Decisão Popular                 | Deferido   |
| 40000 | Nicola                         | PSB     | É Decisão Popular                 | Deferido   |
| 15151 | Nininho de Mangabeira          | PMDB    | PMDB                              | Deferido   |
| 17123 | Nivaldo Barbosa                | PSL     | Coligação PTB-PSL-PTN             | Deferido   |
| 44144 | Nonato                         | PRP     | Aliança Cristã Progressista       | Deferido   |
| 44600 | Norma Brito                    | PRP     | Aliança Cristã Progressista       | Deferido   |
| 13777 | Oliveros Borges                | PT      | O Melhor pra Cidade               | Deferido   |
| 12222 | Padre Adelino                  | PDT     | Coligação Democrática Trabalhista | Deferido   |
| 25369 | Pastor Adalberto               | PFL     | Coligação PTB-PSL-PTN             | Deferido   |
| 22555 | Pastor Miguel Arcanjo          | PL      | Coligação PSDB-PFL-PL             | Deferido   |
| 19999 | Patrícia Alves                 | PTN     | Coligação PTB-PSL-PTN             | Deferido   |
| 40200 | Paula Frassinete               | PSB     | É Decisão Popular                 | Deferido   |
| 31032 | Paulo Batista                  | PHS     | PHS                               | Deferido   |
| 44567 | Paulo Souto                    | PRP     | Aliança Cristã Progressista       | Deferido   |
| 33456 | Paulo Coelho                   | PMN     | Mobilização Social Cristã         | Deferido   |
| 13789 | Paulo do PT                    | PT      | O Melhor pra Cidade               | Deferido   |
| 15888 | Paulo Henrique Pelé            | PMDB    | PMDB                              | Deferido   |
| 31456 | Paulo Roberto                  | PHS     | PHS                               | Deferido   |
| 29888 | Paulo Rodrigues                | PCO     | PCO                               | Indeferido |
| 44567 | Paulo Souto                    | PRP     | Aliança Cristã Progressista       | Indeferido |
| 12115 | Pedrão                         | PDT     | Coligação Democrática Trabalhista | Deferido   |
| 14633 | Pedro Alberto Coutinho         | PTB     | Coligação PTB-PSL-PTN             | Deferido   |
| 22456 | Pedro do Caminhão              | PL      | Coligação PSDB-PFL-PL             | Deferido   |
| 45444 | Pedro Macedo                   | PSDB    | Coligação PSDB-PFL-PL             | Deferido   |
| 11444 | Pedro Paiva                    | PP      | Aliança Progressista              | Deferido   |
| 17777 | Pedro Paulo                    | PSL     | Coligação PTB-PSL-PTN             | Deferido   |
| 13555 | Pedro Paulo do EEPAC           | PT      | O Melhor pra Cidade               | Deferido   |
| 31123 | Penha Melo                     | PHS     | PHS                               | Deferido   |
| 11555 | Perilo Lucena                  | PP      | Aliança Progressista              | Deferido   |
| 20333 | Petrônio Eletricista           | PSC     | Mobilização Social Cristã         | Deferido   |
| 45000 | Pinto do Acordeon              | PSDB    | Coligação PSDB-PFL-PL             | Deferido   |
| 11236 | Possidônio                     | PP      | Aliança Progressista              | Deferido   |
| 45145 | Potengi Lucena                 | PSDB    | Coligação PSDB-PFL-PL             | Deferido   |
| 13613 | Professor Aloísio Queiroz      | PT      | O Melhor pra Cidade               | Sub-júdice |
| 13579 | Professor Aluizio              | PT      | O Melhor pra Cidade               | Deferido   |
| 13567 | Professor Carlos               | PT      | O Melhor pra Cidade               | Sub-júdice |
| 12004 | Professor Doriedson            | PDT     | Coligação Democrática Trabalhista | Deferido   |
| 40002 | Professor Ferreira             | PSB     | É Decisão Popular                 | Deferido   |
| 26789 | Professor João Nunes de Castro | PAN     | O Melhor pra Cidade               | Deferido   |
| 23523 | Professor Mendes               | PPS     | Compromisso com João Pessoa       | Deferido   |
| 15789 | Professor Onivaldo Ribeiro     | PMDB    | PMDB                              | Deferido   |
| 15123 | Professor Paiva                | PMDB    | PMDB                              | Deferido   |
| 26123 | Professora Maria José          | PAN     | O Melhor pra Cidade               | Indeferido |
| 43047 | Professora Paula               | PV      | Coligação Democrática Trabalhista | Deferido   |
| 11141 | Professora Zélia               | PP      | Aliança Progressista              | Deferido   |
| 29123 | Quinho                         | PCO     | PCO                               | Deferido   |
| 36600 | Raul Neto                      | PTC     | Aliança Cristã Progressista       | Deferido   |
| 40500 | Regina Celi                    | PSB     | É Decisão Popular                 | Deferido   |
| 17644 | Reginaldo Pereira              | PSL     | Coligação PTB-PSL-PTN             | Deferido   |
| 29111 | Renato Morais                  | PCO     | PCO                               | Deferido   |
| 36147 | Ribeiro Neto                   | PTC     | Aliança Cristã Progressista       | Deferido   |
| 23223 | Ricardo Afonso                 | PPS     | Compromisso com João Pessoa       | Deferido   |
| 13110 | Ricardo Brindeiro              | PT      | O Melhor pra Cidade               | Deferido   |
| 15121 | Ricardo Burity                 | PMDB    | PMDB                              | Renúncia   |
| 23100 | Ricardo Leandro                | PPS     | Compromisso com João Pessoa       | Deferido   |
| 15111 | Ricardo Mendonça               | PMDB    | PMDB                              | Deferido   |
| 12512 | Ricardo Navarro                | PDT     | Coligação Democrática Trabalhista | Deferido   |
| 23231 | Ricardo Paulo                  | PPS     | Compromisso com João Pessoa       | Deferido   |
| 33333 | Roberto Anselmo                | PMN     | Mobilização Social Cristã         | Deferido   |
| 20011 | Roberto da Assembleia          | PSC     | Mobilização Social Cristã         | Deferido   |
| 15333 | Roberto Gomes                  | PMDB    | PMDB                              | Deferido   |
| 36608 | Roberto Lima                   | PTC     | Aliança Cristã Progressista       | Renúncia   |
| 40888 | Romero Maia                    | PSB     | É Decisão Popular                 | Deferido   |
| 27999 | Romero Menezes                 | PSDC    | PSDC                              | Deferido   |
| 40040 | Romeu Lemos                    | PSB     | É Decisão Popular                 | Deferido   |
| 31555 | Rommel Maia                    | PHS     | PHS                               | Deferido   |
| 40004 | Rômulo Soares                  | PSB     | É Decisão Popular                 | Deferido   |
| 13678 | Ronaldo Cruz                   | PT      | O Melhor pra Cidade               | Deferido   |
| 23777 | Ronaldo Santos                 | PPS     | Compromisso com João Pessoa       | Deferido   |
| 19199 | Rosemary                       | PTN     | Coligação PTB-PSL-PTN             | Deferido   |
| 11122 | Rosinha                        | PP      | Aliança Progressista              | Deferido   |
| 22334 | Rozi                           | PL      | Coligação PSDB-PFL-PL             | Deferido   |
| 31111 | Sal Lucena                     | PHS     | PHS                               | Deferido   |
| 23300 | Sargento Amilton Galdino       | PPS     | Compromisso com João Pessoa       | Deferido   |
| 40190 | Sargento Dornelas              | PSB     | É Decisão Popular                 | Deferido   |
| 15190 | Sargento Onildo                | PMDB    | PMDB                              | Deferido   |
| 20222 | Sargento Wellington Lelo       | PSC     | Mobilização Social Cristã         | Deferido   |
| 14600 | Sargento Zailton               | PTB     | Coligação PTB-PSL-PTN             | Deferido   |
| 43777 | Selma Benevides                | PV      | Coligação Democrática Trabalhista | Deferido   |
| 22133 | Sérgio Bastos                  | PL      | Coligação PSDB-PFL-PL             | Deferido   |
| 11456 | Sérgio Lucena                  | PP      | Aliança Progressista              | Deferido   |
| 29666 | Severino Gomes                 | PCO     | PCO                               | Deferido   |
| 12456 | Silveira                       | PDT     | Coligação Democrática Trabalhista | Deferido   |
| 20000 | Silvio Marcelo                 | PSC     | Mobilização Social Cristã         | Deferido   |
| 25222 | Sinval                         | PFL     | Coligação PSDB-PFL-PL             | Deferido   |
| 13223 | Socorro Borges                 | PT      | O Melhor pra Cidade               | Deferido   |
| 44411 | Socorro Nóbrega                | PRP     | Aliança Cristã Progressista       | Deferido   |
| 36444 | Socorro Queridinha             | PTC     | Aliança Cristã Progressista       | Deferido   |
| 33555 | Soldado Assis                  | PMN     | Mobilização Social Cristã         | Deferido   |
| 40245 | Soldado Quime                  | PSB     | É Decisão Popular                 | Deferido   |
| 22999 | Sueli Santos                   | PL      | Coligação PSDB-PFL-PL             | Deferido   |
| 14444 | Tacizio Dantas                 | PTB     | Coligação PTB-PSL-PTN             | Deferido   |
| 56666 | Taxista Regina                 | PRONA   | Aliança Progressista              | Deferido   |
| 12012 | Tarcísio Farias                | PDT     | Coligação Democrática Trabalhista | Deferido   |
| 14640 | Tavinho                        | PTB     | Coligação PTB-PSL-PTN             | Deferido   |
| 13444 | Teania                         | PT      | O Melhor pra Cidade               | Deferido   |
| 27027 | Terapeuta Edilson Pinto        | PSDC    | PSDC                              | Deferido   |
| 11110 | Terezinha Cavalcanti           | PP      | Aliança Progressista              | Deferido   |
| 33669 | Tibucio                        | PMN     | Mobilização Social Cristã         | Deferido   |
| 33222 | Tio Rinaldo                    | PMN     | Mobilização Social Cristã         | Deferido   |
| 28789 | Tito                           | PRTB    | Aliança Progressista              | Deferido   |
| 43500 | Toinho Mariz                   | PV      | Coligação Democrática Trabalhista | Deferido   |
| 20167 | Tonhão                         | PSC     | Mobilização Social Cristã         | Deferido   |
| 22100 | Tony do Valentina              | PL      | Coligação PSDB-PFL-PL             | Deferido   |
| 36123 | Tony Fernandes                 | PTC     | Aliança Cristã Progressista       | Deferido   |
| 29999 | Tony Sérgio                    | PCO     | PCO                               | Deferido   |
| 14114 | Tui do Motocross               | PCO     | Coligação PTB-PSL-PTN             | Deferido   |
| 23235 | Ulisses Muniz                  | PPS     | Compromisso com João Pessoa       | Deferido   |
| 31222 | Valdeci Mestre                 | PHS     | PHS                               | Deferido   |
| 44644 | Valquíria Lima                 | PRP     | Aliança Cristã Progressista       | Deferido   |
| 27111 | Vanderlei Júnior               | PSDC    | PSDC                              | Deferido   |
| 22444 | Vandinho                       | PL      | Coligação PSDB-PFL-PL             | Deferido   |
| 12666 | Vellozinho                     | PDT     | Coligação Democrática Trabalhista | Deferido   |
| 15660 | Venilton Holanda               | PMDB    | PMDB                              | Deferido   |
| 25301 | Vera Rufino                    | PFL     | Coligação PSDB-PFL-PL             | Deferido   |
| 27700 | Verônica Leite                 | PSDC    | PSDC                              | Deferido   |
| 27177 | Verônica Maia                  | PSDC    | PSDC                              | Deferido   |
| 17890 | Vicente                        | PSL     | Coligação PTB-PSL-PTN             | Deferido   |
| 45611 | Viegas                         | PSDB    | Coligação PSDB-PFL-PL             | Deferido   |
| 11011 | Virgínio Neto                  | PP      | Aliança Progressista              | Deferido   |
| 36222 | Vital Pontes                   | PTC     | Aliança Cristã Progressista       | Deferido   |
| 36555 | Vitória Uchoa                  | PTC     | Aliança Cristã Progressista       | Deferido   |
| 20345 | Waldinho Pereira               | PSC     | Mobilização Social Cristã         | Deferido   |
| 13213 | Wallene Cavalcante             | PT      | O Melhor pra Cidade               | Deferido   |
| 12789 | Walmir Rufino                  | PDT     | Coligação Democrática Trabalhista | Deferido   |
| 28028 | Walter Amorim                  | PRTB    | Aliança Progressista              | Deferido   |
| 45666 | Walter Gomes                   | PSDB    | Coligação PSDB-PFL-PL             | Deferido   |
| 14111 | Walter Pereira                 | PTB     | Coligação PTB-PSL-PTN             | Deferido   |
| 12013 | Walter Seixas                  | PDT     | Coligação Democrática Trabalhista | Deferido   |
| 31777 | Wanderley Pereira              | PHS     | PHS                               | Deferido   |
| 65666 | Watteau Rodrigues              | PCdoB   | É Decisão Popular                 | Deferido   |
| 20222 | Wellington Lelo                | PSC     | Mobilização Social Cristã         | Indeferido |
| 33114 | Wellington Roberto             | PMN     | Mobilização Social Cristã         | Deferido   |
| 43600 | William Ramos                  | PV      | Coligação Democrática Trabalhista | Deferido   |
| 40001 | Wilson Quirino                 | PSB     | É Decisão Popular                 | Deferido   |
| 13345 | Zé Cabelinho                   | PT      | O Melhor pra Cidade               | Deferido   |
| 40555 | Zé Martins                     | PSB     | É Decisão Popular                 | Deferido   |
| 23250 | Zé Silveira                    | PPS     | Compromisso com João Pessoa       | Deferido   |
| 36556 | Zeza                           | PTC     | Aliança Cristã Progressista       | Deferido   |
| 22616 | Zezinho do Botafogo            | PL      | Coligação PSDB-PFL-PL             | Deferido   |

## Resultados

### Prefeito
| 1º Turno 3 de outubro de 2004 | 1º Turno 3 de outubro de 2004 | 1º Turno 3 de outubro de 2004 | 1º Turno 3 de outubro de 2004 |
| Candidato(a)                  | Vice                          | Votação                       | Votação                       |
| Candidato(a)                  | Vice                          | Total                         | Porcentagem                   |
| ----------------------------- | ----------------------------- | ----------------------------- | ----------------------------- |
| Ricardo Coutinho (PSB)        | Manoel Junior (PMDB)          | 215.649                       | 64,45%                        |
| Ruy Carneiro (PSDB)           | Ângela Morais (PSDB)          | 103.108                       | 30,82%                        |
| Avenzoar Arruda (PT)          | Edvan Carneiro (PSDC)         | 11.003                        | 3,29%                         |
| Lourdes Sarmento (PCO)        | Manoel Vieira (PCO)           | 3.199                         | 0,96%                         |
| Antônio Radical (PSTU)        | Lício Costa (PSTU)            | 1.635                         | 0,49%                         |
| Fernando Vieira (PMN)         | Walter Ataíde (PMN)           | 0                             | 0%                            |
| Sócrates Pedro (PSC)1         | Fernando Vieira (PMN)         | 0                             | 0%                            |
| Total de votos válidos        | Total de votos válidos        | 334.594                       | 100,00%                       |
| Votos apurados                |                               |                               |                               |
| Votos válidos                 | Votos válidos                 | 334.594                       | 93,76%                        |
| Votos em branco               | Votos em branco               | 5.399                         | 1,51%                         |
| Votos nulos                   | Votos nulos                   | 16.883                        | 4,73%                         |
| Total de votos apurados       | Total de votos apurados       | 356.876                       | 100,00%                       |
| Eleitores                     |                               |                               |                               |
| Comparecimento                | Comparecimento                | 356.876                       | 88,17%                        |
| Abstenções                    | Abstenções                    | 47.883                        | 11,83%                        |
| Total de eleitores            | Total de eleitores            | 404.759                       | 100,00%                       |

- Nota: 1 Sócrates Pedro desistiu de sua candidatura no início da campanha. Fernando Vieira, seu vice, assumiu seu lugar e, assim como Sócrates, abandonou a disputa, já na reta final.

| Partido | Partido | Candidato        | Votos   | Votos (%) |
| ------- | ------- | ---------------- | ------- | --------- |
|         | PSB     | Ricardo Coutinho | 215 649 | 64,45%    |
|         | PSDB    | Ruy Carneiro     | 103 108 | 30,82%    |
|         | PT      | Avenzoar Arruda  | 11 003  | 3,29%     |
|         | PCO     | Lourdes Sarmento | 3 199   | 0,96%     |
|         | PSTU    | Antônio Radical  | 1 635   | 0,49%     |
|         | PMN     | Fernando Vieira  | 0       | 0%        |
|         | PSC     | Sócrates Pedro   | 0       | 0%        |
| Totais  | Totais  | Totais           | 334 594 |           |

## Vereadores eleitos
| Candidato eleito       | Partido | Votação | Porcentagem | Cidade onde nasceu   | Unidade federativa |
| Hervázio Bezerra       | PSDB    | 7.244   | 2,12%       | João Pessoa          | Paraíba            |
| Aníbal Marcolino       | PL      | 6.895   | 2,02%       | João Pessoa          | Paraíba            |
| Edmilson Soares        | PTB     | 6.755   | 1,98%       | João Pessoa          | Paraíba            |
| Nadja Palitot          | PSB     | 6.539   | 1,92%       | João Pessoa          | Paraíba            |
| Luiz Flávio            | PSDB    | 6.074   | 1,78%       | João Pessoa          | Paraíba            |
| Potengi Lucena         | PSDB    | 5.835   | 1,71%       | João Pessoa          | Paraíba            |
| Zezinho do Botafogo    | PL      | 5.260   | 1,54%       | João Pessoa          | Paraíba            |
| Pastor Miguel Arcanjo  | PL      | 4.705   | 1,38%       | Santo André          | São Paulo          |
| Pedro Alberto Coutinho | PTB     | 4.605   | 1,35%       | João Pessoa          | Paraíba            |
| Tavinho Santos         | PTB     | 4.562   | 1,34%       | João Pessoa          | Paraíba            |
| Luciano Cartaxo        | PT      | 4.359   | 1,28%       | Sousa                | Paraíba            |
| Durval Ferreira        | PP      | 4.223   | 1,24%       | João Pessoa          | Paraíba            |
| Amorim                 | PTB     | 3.895   | 1,14%       | São José de Piranhas | Paraíba            |
| Marconi Paiva          | PP      | 3.788   | 1,11%       | João Pessoa          | Paraíba            |
| João Almeida           | PRP     | 3.230   | 0,95%       | João Pessoa          | Paraíba            |
| Padre Adelino          | PDT     | 3.125   | 0,92%       | Belém                | Paraíba            |
| Fuba                   | PPS     | 2.955   | 0,87%       | João Pessoa          | Paraíba            |
| Paula Frassinete       | PSB     | 2.820   | 0,83%       | Pesqueira            | Pernambuco         |
| Professor Paiva        | PMDB    | 2.710   | 0,79%       | João Pessoa          | Paraíba            |
| Dinho                  | PRP     | 2.325   | 0,68%       | Niterói              | Rio de Janeiro     |
| Benilton Lucena        | PT      | 2.065   | 0,61%       | João Pessoa          | Paraíba            |

## Eleitorado
| Total de Eleitores | 404.759 |
| Votos Apurados     | 356.876 |
| Abstenções         | 47.883  |

| Votos Válidos | 341.319 |
| Votos Brancos | 7.280   |
| Votos Nulos   | 8.277   |

## Aspectos da campanha
Esta foi a primeira - e a única - eleição municipal disputada pelo PRONA em João Pessoa. O partido, que integrou a coligação "Aliança Progressista" juntamente com PP, PTdoB (atual Avante) e PRTB (que também fazia sua estreia em nível municipal), lançou 5 candidatos a vereador (Regina Taxista, Benedita Dutra, Betânia Barbaso, Dr. Abel e Elza Bandeira), que não tiveram votação expressiva. O PRTB teve 4 postulantes à Câmara de Vereadores, que também obtiveram desempenho inexpressivo nas urnas.
O PTdoB, que não lançou candidatos a vereador na eleição anterior, embora apoiasse o então prefeito e candidato à reeleição Cícero Lucena, então no PMDB, chegou a ter a pré-candidatura de Cristiano Leite ao cargo, porém ele desistiu de concorrer.
Pela terceira vez consecutiva, o PSTU lançou candidatura própria à prefeitura municipal, desta vez com o professor e sindicalista Antônio Radical, que também fazia sua estreia em eleições. O partido teve 5 candidatos a vereador, porém apenas 3 foram aprovados (Emanuel Cavalcante, Marcelino Rodrigues e Amanara Araújo) e 2 barrados (Gianna Albuquerque e Lissandro Saraiva). Amanara, que recebera apenas 6 votos no pleito municipal, não prestou as contas de sua campanha, fazendo com que sua candidatura a deputada estadual na eleição de 2006 fosse recusada pelo TRE.
As candidaturas de Eli Coutinho e Irmão Jayme, ambos do PSL, foram canceladas. Outras 14 foram indeferidas por decisão do TRE: Bó Lucena (PMDB), Chrislânea Santos (PCO), Dr. Gonzaga (PP), Ednaldo Mendes (PSL), Felipe Iglesias (PTB), Gil Roberto (PSC), Joaci de Brito (PSDC), Paulo Batista (PHS), Paulo Rodrigues (PCO), Professora Maria José (PAN), Wellington (PSC), Pedro Pereira (PSDB) e as já citadas 2 candidaturas do PSTU negadas pelo órgão. Além de Cristiano Leite, desistiram da eleição: Abelardo Jurema (PMDB), Araújo do Valentina (PP), Armando Bezerra (PTC), Crispim (PMN), Edna Paiva (PSDB), Enfermeira Eva (PSB), João Cavalcanti (do mesmo partido), Lenon (também do PSB), Magno do Botafogo (PP), Mi (PTC), Ricardo Burity (PMDB), Roberto Lima (PTC) e Eny Lopes (PSDC).

## Links
- Resultado das Eleições de 2004 ((em português))